# Lynn Johannesen
–
Lynn Johannesen – amerykańska brydżystka, World Life Master w kategorii Kobiet (WBF).

## Wyniki brydżowe

### Zawody światowe
W światowych zawodach zdobyła następujące lokaty:
| Mistrzostwa Świata. Konkurencja teamów | Mistrzostwa Świata. Konkurencja teamów | Mistrzostwa Świata. Konkurencja teamów | Mistrzostwa Świata. Konkurencja teamów | Mistrzostwa Świata. Konkurencja teamów | Mistrzostwa Świata. Konkurencja teamów |
| Rok                                    | Miejsce                                | Zawody                                 | Kategoria                              | Drużyna                                | Pozycja                                |
| -------------------------------------- | -------------------------------------- | -------------------------------------- | -------------------------------------- | -------------------------------------- | -------------------------------------- |
| 2010                                   | Filadelfia                             | 13. Seria Mistrzostw Świata            | Kobiety                                | Woolsey                                | 17                                     |
| 2010                                   | Filadelfia                             | 13. Seria Mistrzostw Świata            | Miksty                                 | Hinze                                  | 1                                      |

| Mistrzostwa Świata. Konkurencja par | Mistrzostwa Świata. Konkurencja par | Mistrzostwa Świata. Konkurencja par | Mistrzostwa Świata. Konkurencja par | Mistrzostwa Świata. Konkurencja par | Mistrzostwa Świata. Konkurencja par |
| Rok                                 | Miejsce                             | Zawody                              | Kategoria                           | Partner                             | Pozycja                             |
| ----------------------------------- | ----------------------------------- | ----------------------------------- | ----------------------------------- | ----------------------------------- | ----------------------------------- |
| 2010                                | Filadelfia                          | 13. Mistrzostwa Świata              | Miksty                              | Dale Johannesen                     | 85                                  |
| 2010                                | Filadelfia                          | 13. Mistrzostwa Świata              | Open                                | Dale Johannesen                     | 143                                 |
| 2002                                | Montreal                            | 11. Mistrzostwa Świata              | Open                                | Dale Johannesen                     | 195                                 |
| 2002                                | Montreal                            | 11. Mistrzostwa Świata              | Miksty                              | Dale Johannesen                     | 66                                  |

## Klasyfikacja
- Lynn Johannesen – klasyfikacja WBF (ang.)